# Ermida de São Pedro (Alcáçovas)
A Ermida de São Pedro, Ermida de São Pedro dos Sequeiras ou Capela dos Sequeiras, situa-se em Alcáçovas, Viana do Alentejo (distrito de Évora, Portugal), tendo sido mandada construir pela familia Sequeira durante o século XVI, dedicada a São Pedro.
É um belo exemplar da arquitectura alentejana do século XVI e mantém a traça original, encontrando-se em vias de classificação.